# Transas e Caretas
Transas e Caretas é uma telenovela brasileira produzida e exibida pela TV Globo de 9 de janeiro a 21 de julho de 1984, em 167 capítulos. Substituiu Guerra dos Sexos e foi substituída por Vereda Tropical, sendo a 32.ª "novela das sete" exibida pela emissora.
Escrita por Lauro César Muniz, com a colaboração de Daniel Más, teve direção de José Wilker e Mário Márcio Bandarra, com supervisão de Paulo Ubiratan.
Contou com as atuações de Eva Wilma, José Wilker, Reginaldo Faria, Natália do Valle, Paulo Betti, José de Abreu e Aracy Balabanian.

## Enredo
Dona Francisca Moura Imperial ("dona FMI"), sentindo-se distante da realidade dos filhos Jordão e Thiago, faz uma cirurgia plástica e fica vinte anos mais jovem em aparência, disposta a se dar melhor com eles. Os dois irmãos são totalmente diferentes: o primeiro gosta de viver como no século XIX, com pensamentos monarquistas e até uma mucama pessoal, Dorinha; já o segundo é totalmente moderno, contando em sua casa com um robô, Alcides, como seu mordomo, além de outras coisas do que há de mais revolucionário. Ambos, porém, mantêm uma mesma ideia: jamais se casarem. Dona Francisca, então, contrata a jovem Marília para casar-se com um deles e dar-lhe um neto que prossiga o nome da família e os negócios. Marília torna-se noiva de Jordão, mas se apaixona por Thiago, iniciando o mote inicial da novela.

## Elenco
| Interprete              | Personagem                     |
| ----------------------- | ------------------------------ |
| Natália do Vale         | Marília Braga                  |
| José Wilker             | Tiago Moura Imperial Leme      |
| Reginaldo Faria         | Jordão Moura Imperial Cintra   |
| Eva Wilma               | Francisca Moura Imperial (FMI) |
| Renata Sorrah           | Sofia                          |
| Lady Francisco          | Liana                          |
| Cláudio Cavalcanti      | Douglas                        |
| Paulo Betti             | Dirceu Valente                 |
| Lídia Brondi            | Luciana                        |
| Aracy Balabanian        | Ana                            |
| Jece Valadão            | Marcos                         |
| Otávio Augusto          | Danilo                         |
| Tetê Medina             | Danusa (Dusa)                  |
| Paulo Goulart           | Roberto Leme                   |
| Kate Hansen             | Fernanda                       |
| Henrique Martins        | Marcos Jacinto Cintra          |
| José de Abreu           | Renato                         |
| Dedina Bernardelli      | Estela                         |
| Júlio Braga             | Rick                           |
| Monique Curi            | Lívia                          |
| Flávio Guarnieri        | Augusto (Guto)                 |
| Nicole Puzzi            | Leonor                         |
| Mônica Torres           | Cláudia Cowboy                 |
| Marcos Alvisi           | Beto                           |
| Cláudio Corrêa e Castro | Régis                          |
| Zezé Motta              | Dorinha                        |
| Sérgio Mamberti         | Antônio                        |
| Anão Quinzinho          | robôzinho Alcides              |
| Jofre Soares            | Joaquim Braga                  |
| Yolanda Cardoso         | Dalva Braga                    |
| José Augusto Branco     | Nestor                         |
| Suely Franco            | Gina                           |
| Clementino Kelé         | Zé Eduardo                     |
| Thelma Reston           | Célia                          |
| Tânia Loureiro          | Sônia                          |
| Carlos Kroeber          | Dom Manuel                     |
| Norma Geraldy           | Efigênia                       |
| Germano Vezani          | Aderbal                        |

### Participações especiais
| Interprete          | Personagem              |
| ------------------- | ----------------------- |
| Christiane Torloni  | Catarina                |
| Marcos Paulo        | Lourenço                |
| Ney Latorraca       | mendigo                 |
| Ítalo Rossi         | Gilberto Braga          |
| Renata Fronzi       | Sônia Braga             |
| Milton Moraes       | Saraiva                 |
| Cleyde Blota        | Drª Maria Célia         |
| Milton Gonçalves    | Sargento                |
| Leina Krespi        | Nanci                   |
| Antônio Grassi      | Armando                 |
| Desireé Vignolli    | Kátia                   |
| Ana Luíza Folly     | secretária de Francisca |
| Dennis Carvalho     | mecânico                |
| Nestor de Montemar  | decorador de Francisca  |
| Ricardo Blat        | técnico de Alcides      |
| Roberto de Cleto    | cirugião plástico       |
| Billy Blanco        | Ele mesmo               |
| Adalgisa Colombo    | Ela mesma               |
| Silvinho            | Ele mesmo               |
| Luiz Carlos Barreto | Ele mesmo               |

## Trilha sonora

### Nacional
1. Fogueira - Maria Bethânia (tema de Marília)
2. Brega Chique - Eduardo Dusek (tema de Ana)
3. Bip Bip - Herva Doce (tema de Thiago e Alcides)
4. Cacho de Uva - Ronnie Von (tema de Jordão)
5. Broto Especial - Neusinha Brizola (tema de Estela)
6. Doce Paixão - Liliane
7. Transas e Caretas - Trio Los Angeles (tema de abertura)
8. Baby - Gal Costa (tema de Thiago)
9. Trocas e Baldrocas - Harmony Cats (tema de Luciana, Leonor e Cláudia Cowboy)
10. Recomeçar - Água Marinha (tema de Ana)
11. Então Tá - Júnior Mendes
12. Inútil - Ultraje a Rigor (tema de Rick)
13. Eterno - Ano Luz
14. Uma Vez, Uma Tarde - Marcos Rezende

### Internacional
1. Let's Stay Together - Tina Turner (tema de Thiago)
2. Ebony Eyes - Rick James & Smokey Robinson (tema de Marília e Thiago)
3. Yah Mo Be There - James Ingram & Michael McDonald (tema de locação)
4. Finding Out The Hard Way - Cynthia Rhodes (tema de Luciana)
5. Gimme a Little Sign - Kenny James (tema de locação)
6. Almost Paradise - Ann Wilson & Mike Reno (tema de Marília e Thiago)
7. Souvenir Of China - Jean Michel Jarre (tema de Marília)
8. Talking In Your Sleep - The Romantics (tema de locação)
9. Drifting Dreaming - Cleo Layne & James Galway (tema de Sofia)
10. Joanna - Kool & The Gang (tema de Jordão)
11. Eva - Umberto Tozzi (tema de Thiago)
12. Victims - Culture Club (tema de Marília e Douglas)
13. Trouble In Paradise - Sylvester
14. I'm Going To Go - Jago